# Oophaga speciosa
La rana venenosa Oophaga speciosa es una especie de rana veneno de dardo; es endémica del oeste de Panamá, en la Cordillera de Talamanca.
Su hábitat natural se conforma de bosque submontano húmedo subtropical o tropical.
La especie está amenazada por destrucción de hábitat.